# Tournoi de tennis de Macon
Le tournoi de tennis de Macon (Géorgie, États-Unis) est un ancien tournoi de tennis masculin du circuit professionnel ATP organisé de 1970 à 1972 sur moquette en salle.
Un tournoi professionnel féminin du circuit ITF se déroule aussi à Macon depuis 2013 au mois de novembre. Il se joue au LeRoy Peddy Tennis Center (Université de Mercer) sur dur. Doté de 80 000 $, il fait partie de l'Australian Open Wild Card Challenge, une série de tournois organisée par l'USTA qui permet à une joueuse Américaine de décrocher une invitation pour intégrer directement le premier tournoi du Grand Chelem l'année suivante.

## Palmarès messieurs

### Simple
| No | Date       | Nom et lieu du tournoi     | Catégorie | Dotation | Surface         | Vainqueur         | Finaliste    | Score                   |  |
| -- | ---------- | -------------------------- | --------- | -------- | --------------- | ----------------- | ------------ | ----------------------- |  |
| 1  | 25-02-1970 | Macon International, Macon |           | NC $     | Moquette (int.) | Cliff Richey      | Arthur Ashe  | 6-3, 3-6, 8-6           |  |
| 2  | 01-03-1971 | Macon International, Macon |           | NC $     | Moquette (int.) | Željko Franulović | Ilie Năstase | 6-4, 7-5, 5-7, 3-6, 7-6 |  |
| 3  | 28-03-1972 | Macon International, Macon |           | NC $     | Moquette (int.) | Mark Cox          | Roy Emerson  | 6-3, 6-7, 6-3           |  |

### Double
| No | Date       | Nom et lieu du tournoi     | Catégorie | Dotation | Surface         | Vainqueurs                      | Finalistes                  | Score           |  |
| -- | ---------- | -------------------------- | --------- | -------- | --------------- | ------------------------------- | --------------------------- | --------------- |  |
| 1  | 25-02-1970 | Macon International, Macon |           | NC $     | Moquette (int.) | Terry Addison Robert Carmichael | Ilie Năstase Ion Țiriac     | 14-16, 6-4, 8-6 |  |
| 2  | 01-03-1971 | Macon International, Macon |           | NC $     | Moquette (int.) | Clark Graebner Thomaz Koch      | Željko Franulović Jan Kodeš | 6-3, 7-6        |  |

## Palmarès dames

### Simple
| Année | Dotation | Vainqueure                | Finaliste            | Score              |
| ----- | -------- | ------------------------- | -------------------- | ------------------ |
| 2013  | 25 000 $ | Anna Tatishvili           | Ajla Tomljanović     | 6-2, 1-6, 7-5      |
| 2014  | 50 000 $ | Kateryna Bondarenko       | Grace Min            | 6-4, 7-5           |
| 2015  | 50 000 $ | Rebecca Peterson          | Anna Tatishvili      | 6-3, 4-6, 6-1      |
| 2016  | 50 000 $ | Kayla Day                 | Danielle Collins     | 6-1, 6-3           |
| 2017  | 80 000 $ | Anna Karolína Schmiedlová | Victoria Duval       | 6-4, 6-1           |
| 2018  | 80 000 $ | Varvara Lepchenko         | Verónica Cepede Royg | 6-4, 6-4           |
| 2019  | 80 000 $ | Katerina Stewart          | Shelby Rogers        | 62-7, 6-3, 6-2     |
| 2020  | 80 000 $ | Catherine Bellis          | Marta Kostyuk        | 6-4, 64-7, 0-0 ab. |

### Double
| Année | Vainqueures                             | Finalistes                                | Score             |
| ----- | --------------------------------------- | ----------------------------------------- | ----------------- |
| 2013  | Kristi Boxx Abigail Guthrie             | Emily Harman Elizabeth Lumpkin            | 3-6, 7-64, [10-4] |
| 2014  | Madison Brengle Alexa Glatch            | Anna Tatishvili Ashley Weinhold           | 6-0, 7-5          |
| 2015  | Jan Abaza Viktorija Golubic             | Paula Cristina Gonçalves Sanaz Marand     | 7-63, 7-5         |
| 2016  | Michaëlla Krajicek Taylor Townsend      | Sabrina Santamaria Keri Wong              | 3-6, 6-2, [10-6]  |
| 2017  | Kaitlyn Christian Sabrina Santamaria    | Paula Cristina Gonçalves Sanaz Marand     | 6-1, 6-0          |
| 2018  | Caty McNally Jessica Pegula             | Anna Danilina Ingrid Neel                 | 6-1, 5-7, [11-9]  |
| 2019  | Usue Maitane Arconada Caroline Dolehide | Jaimee Fourlis Valentíni Grammatikopoúlou | 62-7, 6-2, [10-8] |
| 2020  | Magdalena Fręch Katarzyna Kawa          | Francesca Di Lorenzo Jamie Loeb           | 7-5, 6-1          |